# Филиппо-Ирапская Красноборская Троицкая пустынь
Свято-Троицкий Филиппо-Ирапский мужской монастырь — действующий монастырь Русской православной церкви, основанный при впадении ручья Малый Ирап в реку Андога в начале XVI века.

## История
На территории Кадуйского района пустынь является самым значимым историческим и архитектурным памятником. Она основана монахом Филиппом в начале XVI века.
До 1537 года, когда преподобный Филипп преставился, сооружения и земли монастыря работали в полную силу. К началу 1538 года монастырь опустел, однако есть подтверждения, что несколько монахов проживали и вели хозяйственную деятельность в этих местах. Известно, что царь Иван Грозный пожаловал монастырю рыбные ловли на реках Колпи, Суде и Андоге.

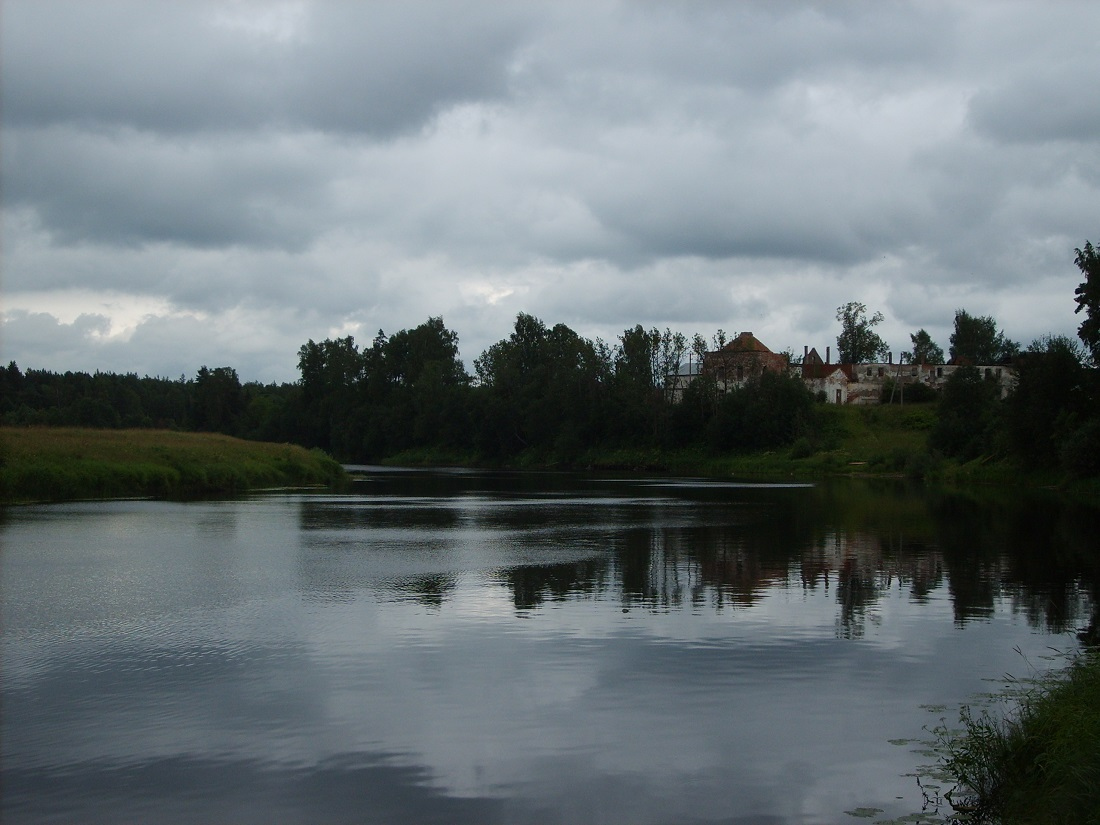
Вид с реки

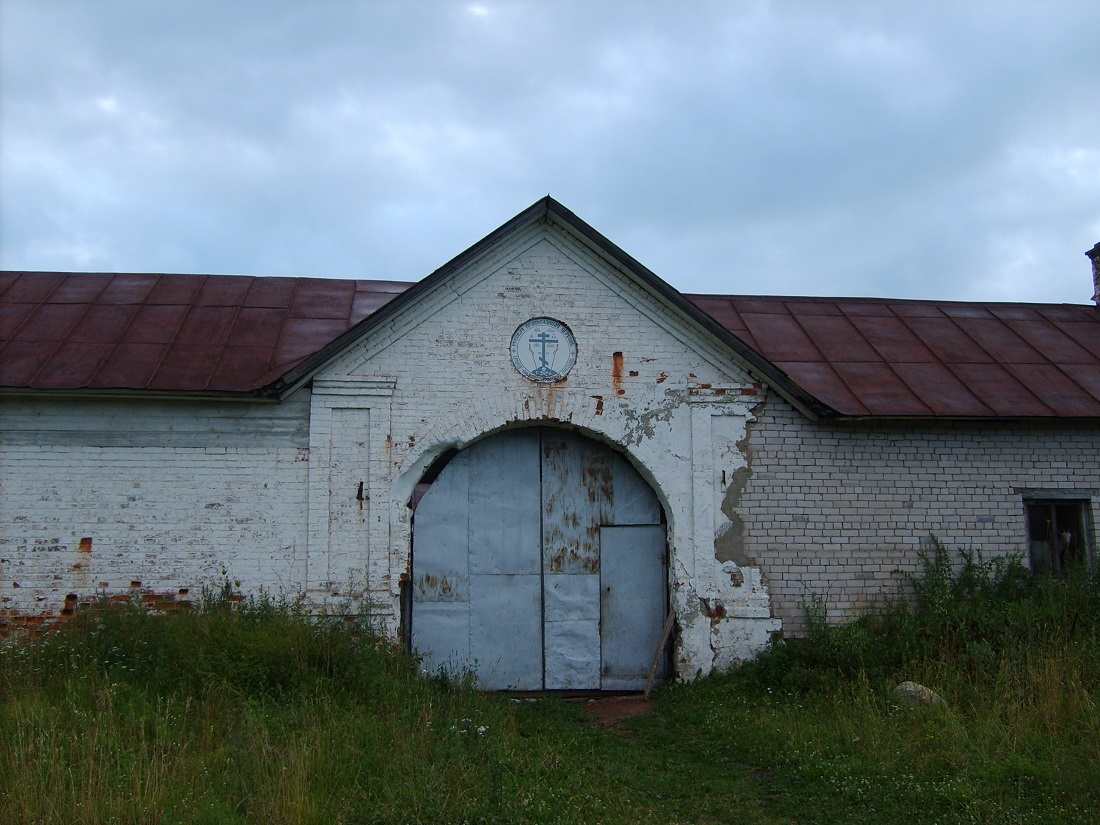
Ворота в пустынь

Во времена Смуты литовцы пустынь разграбили и сожгли. При пожаре уничтожены все деревянные постройки, книги, а также житие Филиппа, составленное его учеником иноком Германом. Новое житие было воссоздано по памяти в 1660-е годы по указанию царя Алексея Михайловича. Около 50 лет земли монастыря были запущены.
В 1668 году здесь поселились новые монахи, которые начали благоустраивать пустынь. В XVII веке об обители было известно во всей Новгородской округе. Мощи святого Филиппа находились в каменном храме Святой Троицы, которая была возведена на месте деревянной церкви в 1699 году. В 1828 году в этом храме на месте погребения преподобного был устроен придел во имя Филиппа Ирапского. С 1911 по 1917 годы монастырём управлял игумен Леонид (Молчанов), который был убит в 1918 году. Перед революцией 1917 года здесь находились 20 монахов во главе с настоятелем — иеромонахом Алипием.
Монастырь осуществлял свою деятельность до 1927 года. Позже в здании пустыни был размещён психоневрологический интернат. После закрытия интерната эти места пришли в запустение.

## Современность
В 1996 году территория монастыря и постройки были возвращены Русской православной церкви. В 2000 году по благословению патриарха Алексия II были обретены мощи преподобного Филиппа Ирапского. Крестным ходом мощи были перенесены в восстановленную на Советском (Воскресенском) проспекте часовню, где и находятся по настоящее время.
С мая 2016 года на территории монастыря проводятся восстановительные реставрационные работы. Ремонт проведён в трапезной, восстановлены келейные корпуса, заменена кровля на многих помещениях. Здесь построена и освящена часовня, проводятся реставрационные работы в храме в честь Казанской иконы Божией Матери. Совершаются регулярные богослужения. В 2019 году был освящён домовой храм в честь преподобномученика Леонида (Молчанова), игумена Ирапского.
7 марта 2018 года, в соответствии с решением Священного синода Русской православной церкви, вновь открылся Свято-Троицкий Филиппо-Ирапский мужской монастырь, расположенный в посёлке Зелёный Берег Кадуйского района Вологодской области. Игуменом монастыря был назначен иеромонах Иов (Чернышев).
Ныне пустынь — это каменный комплекс, состоящий из местами обвалившихся крепостных стен с бойницами и полуразрушенных хозяйственных построек. Здания находятся на краю обрыва.